# Бороздин, Григорий Никитич
Григорий Никитич Бороздин — русский воевода 1560—1610-х годов, боярин.
Сын Никиты Григорьевича.
В 1566 году был поставлен воеводой в Мценск на место Фёдора Сисеева. В 1573 году, в числе других, был послан царём Иваном Васильевичем в Муром. В 1576 году был воеводой в Говье. В 1581 году годовал воеводой в Куконойсе.
В «Актах Исторических» под 1609 годом упоминается: «присланы к Вологде из Новгорода от боярина и от воеводы, от князя Михаила Васильевича Шуйского воеводы Григорий Никитич Бороздин да Никита Васильевич Вышеславцев со многою новгородскою и со псковскою силою и с немецкими людьми». 27 мая этого года Бороздин участвует в отписке вологжан в Пермь и Соликамск с извещением, что ратные люди вместе с вологодскими посланы на государеву службу под Кострому. В апреле этого года он участвует в отписке вологжан вычегодцам, в мае — устюжанам и пермичам, рассылает грамоты о новом сборе разных людей на помощь к Ярославлю. В августе 1609 года он пишет и рассылает грамоты вычегодцам, белозерцам и в другие места, приглашая собирать разных людей для освобождения Руси от поляков. В отписке 1611 года о действиях шведского полковника Якоба Делагарди упоминается Григорий Бороздин, как оставленный в Выборге «со товарищи».